# Cleanse Fold and Manipulate
Cleanse Fold and Manipulate är ett album av industrialbandet Skinny Puppy som släpptes 1987. Albumet är det första sedan Dwayne Goettel blivit medlem på heltid. Albumets omslag ritades av Steven R. Gilmore.

## Låtlista
1. "First Aid" – 4:30
2. "Addiction" – 6:01
3. "Shadow Cast" – 4:18
4. "Draining Faces" – 5:12
5. "The Mourn" – 2:41
6. "Second Tooth" – 4:06
7. "Tear or Beat" – 4:42
8. "deep down Trauma Hounds" – 4:41
9. "Anger" – 4:54
10. "Epilogue" – 1:14

Alla sånger av Ogre/Key/Goettel.